# Kloster Crna Reka

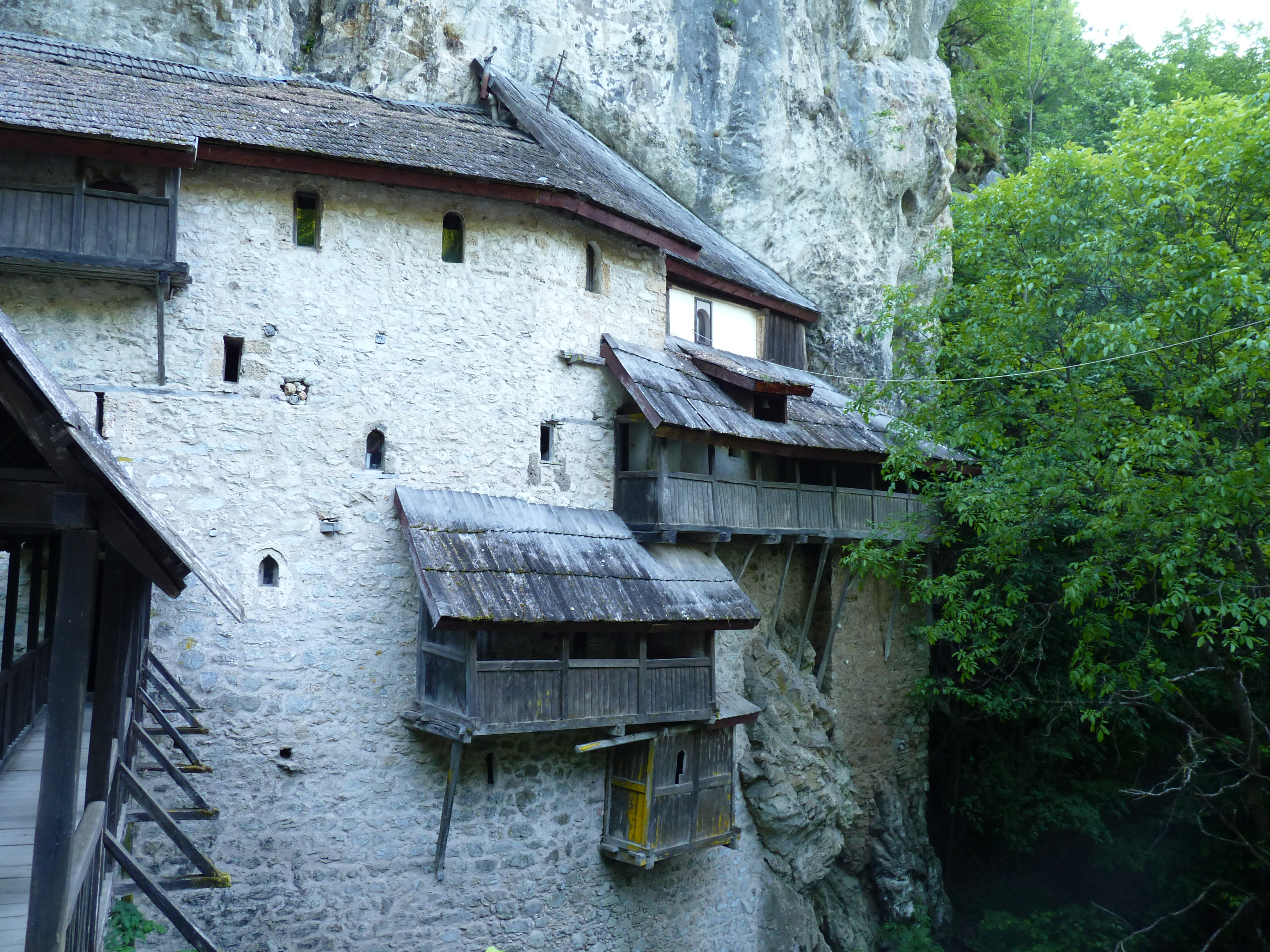
Kloster Crna Reka

Das Kloster Crna Reka (serb. Manastir Crna Reka/Манастир Црна Река, deutsche Transkription etwa wie Kloster am Schwarzen Fluss) ist ein Felsenkloster der serbisch-orthodoxen Kirche in der Region Sandžak bzw. im Verwaltungsbezirk Raška nahe der Grenze zum Kosovo.

## Lage
Die Anlage befindet sich im Canyon des Flusses Crna Reka, an den Hängen der Mokra Gora. Die nächstliegenden Gemeinden sind Novi Pazar und Rožaje. Das Kloster ist umgeben von tiefen Schluchten und stark bewaldeten Wäldern. Es wurde an einer Stelle erbaut, wo sich der Fluss Crna Reka oberhalb des Klosters in unterirdischen Gängen verirrt, um einige hundert Meter danach wieder aus dem Boden herauszuströmen. Dank seiner versteckten und schwer zugänglichen Lage wurde das Kloster durch die Jahrhunderte von Überfällen und Kriegswirren verschont, so dass es sich heute noch in seinem ursprünglichen Aussehen präsentiert. Selbst in der serbischen Öffentlichkeit war nur weniges über das Kloster bekannt. Den Einheimischen in der Gegend, christlichen wie islamischen Glaubens, dient das Kloster als Pilgerort. Administrativ gehört heute das Kloster mit seinen etwa 28 Mönchen zur Eparchie von Raszien-Prizren.

## Geschichte
Die ersten bekannten Mönchssiedlungen stammen aus dem 13. Jahrhundert, der von der orthodoxen Kirche seliggesprochene Peter Koriški führte hier ein Eremitendasein. Später zog der ebenfalls heiliggesprochene Joanikije Devički mit seinen Mönchen nach Crna Reka, bevor er weiter in das heutige Kosovo zog und das Kloster Devič gründete. Wer die Stifter der heutigen Klosteranlage waren, ist nicht mehr bekannt – jedenfalls wird die Erbauung in das 13. oder das 14. Jahrhundert datiert.
Während der Osmanenherrschaft diente das Kloster oftmals als Versteck für der Kirche wichtige Reliquien. Im 18. Jahrhundert ist eine Schreibstube belegt, die sich mit Abschreiben von liturgischen Büchern befasste. Auch eine Klosterschule soll existiert haben, für deren Existenz gibt es aber keine sicheren Belege.
Anfang des 20. Jahrhunderts wurde in der Klosteranlage das erste Internat im gesamten Nordkosovo gegründet, welches später aufgelassen wurde und deren Räume heute dem Kloster dienen. Heute befindet sich in der Klosteranlage ein kirchliches Rehabilitationszentrum für Drogenabhängige.